# Mad Love (comics)
Mad Love est un comics de Bruce Timm et Paul Dini, récit fondateur des origines d'Harley Quinn.
Il a été récompensé par l'Eisner Award du meilleur one-shot en 1994, puis a été adapté en un épisode de la série animée Batman.

## Résumé
Ayant vu sa tentative d'assassinat contre le Commissaire Gordon être contrecarrée par Batman, à la suite d'un indice laissé par Harley Quinn, le Joker la met à la porte de leur repaire.
Elle cherche alors à retrouver les faveurs de son "poussin" et se remémore leur rencontre à l'Asile d'Arkham, alors qu'elle était encore sa psychiatre, ainsi que le début de sa vie de criminelle.
Harley décide finalement d'adapter un plan du Joker pour kidnapper Batman et le noyer, tête à l'envers, dans un aquarium empli de piranhas. Batman réussi finalement à lui faire appeler le Joker qui, furieux de l'initiative d'Harley, la défenestre. À l'issue d'une poursuite entre les deux ennemis, le Joker tombe dans une bouche de cheminée et disparaît, présumé mort.
À l'Asile d'Arkham, seule et convalescente, Harley est accueillie dans sa cellule par une rose déposée par "J."...

## Analyse
Invités par l'éditeur Scott Peterson à réaliser un épisode spécial de la bande dessinée The Batman Adventures avec Bruce Timm, Paul Dini y a vu l'occasion de distinguer le personnage introduit dans l'épisode Chantage à crédits de la série animée Batman. Pour lui, il ne s'agit pas de l'histoire d'une victime, mais d'une mise en garde d'un amour trop obsessionnel et imprudent. L'idée générale de faire d'Harley la psychiatre du Joker, qui était de Dini, a donc été développée avec Bruce Timm au "Paradis", restaurant repaire des auteurs, proche de Warner Animation et qui a inspiré le décor d'une des scènes du comics. 
Artistiquement, Timm éprouvait des difficultés avec le cadrage des planches; le travail de Keith Giffen sur la série Legion of Super-Héros a incité le dessinateur à dessiner sur un gaufrier de neufs cases, constitué de trois lignes de trois cases. Certaines scènes sont inspirées de planches d'Harvey Kurtzman et Gene Colan, respectivement pour Mad et Tomb of Dracula, et les délais ont contraint Timm à se faire assister de Glen Murakami pour l'encrage de quelques pages. Certains passages trop tendancieux pour une publication destinée à la jeunesse ont été censurés (notamment Harley en nuisette, à califourchon les jambes en l'air). 
Ce comics a été récompensé par l'Eisner Award du meilleur one-shot en 1994.

## Publication

### Version originale
- The Batman Adventures: Mad Love (1993)

### Version française
- Mad Love, Urban Comics
Scénario : Bruce Timm et Paul Dini - Dessin : Bruce Timm - Couleurs : 2015 - (EAN 9782365778084)

- Mad Love, réédition en 2017 avec le DVD du film Batman & Harley Quinn  (ISBN 979-1026813392)